# Івлєва Вікторія Марківна
Вікторія Марківна Івлєва-Йорк (рос. Виктория Марковна Ивлева-Йорк) (1956, Ленінград) — російська журналістка, фотограф, володарка «Золотого ока» World Press Photo за репортаж з Чорнобильського реактора, номінантка премії імені Андрія Сахарова, лауреатка премії «Вільна преса Східної Європи».

## Життєпис
Народилася у 1956 році в Ленінграді. Навчалася в Ленінградському інституті культури, але захопилася фотографією та пішла з цього вишу. Закінчила училище за фахом «фотографія». У 1983 році закінчила факультет журналістики Московського державного університету.
У 1991 р. знімала ліквідацію наслідків аварії на Чернобильській АЕС. Івлєва — єдиний фотожурналіст, який побував у центральному реакторному залі зруйнованого 4-го енергоблока ЧАЕС. За серію фотографій з реактора вона отримала «Золоте око» — головний приз World Press Photo в категорії «Наука і технології» (1992).
Підчас розвалу Радянського Союза працювала в гарячих точках — Нагорному Карабасі, Таджикистані, Придністров'ї.
Багато працювала в країнах Африки з гуманітарними місіями, головним чином — з місіями Міжнародного комітета Червоного Хреста (Уганда, Кенія, Ангола, Судан, Танзанія). Єдина журналістка пострадянського простору, яка працювала в Руанді (1994) під час геноциду. В 2003 році, у реабілітаційному центрі для дітей-солдат в угандійському місті Гулу познайомилась з 15-річним хлопчиком Одонга Боско, який був звільнений від терористів Lord's Resistance Army (LRA) та дуже хотів отримати медичну освіту. Допомогла йому вступити до школи в Уганді та підтримувала його підчас навчання. Після закінчення школи, завдячуючи допомозі Івлєвої, він переїхав до Росії, де закінчив медичний факультет Російського університета дружби народів та отримав спеціальність кардіолога
У 1990—2015 рр. знімала у жіночих зонах країн СНД, в яких утримуються жінки з дітьми до 3 років.
Працювала в «Новой газете», її роботи виходили в журналі «Огонек», «Московских новостях», німецькому Spiegel, французькому Figaro, англійських Guardian та Independent, американському The New York Times та інших виданнях.
Персональна виставка її фотографій «Апофеоз війни» демонструвалася в Москві, Санкт-Петербурзі, Казані, Нижньому Новгороді, Краснодарі, Нальчику, Тбілісі, Кутаїсі та Києві.
Брала участь у багатьох протестних акціях у Москві. У листопаді 2021 року затримана за одиночний пікет на підтримку «Меморіала», провела у відділенні поліції дві доби та була оштрафована на 150 тис. рублів (на той час — еквівалент $2000). Починаючи з 2014 р. брала участь практично у всіх мітингах та пікетах на підтримку України та її політв'язнів. З листопада 2019 р. по вересень 2020 р. разом з друзями організовала продуктові та речові передачі в слідчий ізолятор Лефортово 24 українським морякам, затриманим під час піратського нападу Росії на українські судна у Керченській протоці.
Одна з російських журналістів, які висловили відкриту підтримку Україні в російсько-українській війні. Навесні 2014 р. задійснила подорож Україною зі Сходу на Захід, за враженнями від неї написала книгу «Мандрівка или Путешествие фейсбучного червя по Украине», яка вийшла в Україні і в Росії. Влітку того ж року зайнялася волонтерством — вивізла з окупованого Слов'янська 45 людей, Після визволення міста доставляла медикаменти, продукти та допомогала ремонтувати пошкоджені будинки. З початку березня 2022 року постійно живе в Україні.
Влітку 2023 року організувала повернення з російського дитячого будинку незаконно вивезеного до Росії українського підлітка Сергія Кравчука.
20 грудня 2024 року Міністерство юстиції Росії внесло Івлєву до списку так званих "іноземних агентів". Мінюст заявив, що вона «закликала надавати фінансову підтримку Збройним Силам України, виступала проти спеціальної військової операції в Україні», а також поширювала «недостовірну інформацію» про рішення російської влади, відомості, «спрямовані на формування негативного образу» ЗС РФ, та матеріали іноагентів..

## Фотовиставки
- «Апофеоз війни» (2005, Москва, Санкт-Петербург, Нижній Новгород, Казань, Нальчик, Владикавказ, Назрань, Київ, Тбілісі, Кутаїсі).
- «Народження України» (2016, Київ, Сіверськодонецьк)[27][28][19][29]
- «Африканські щоденники» (2021, Москва)[30]
- «Бахмут в Бохумі» (2023, Бохум, Німеччина)[31][32]
- «After February 24» (2023, Відень, Австрія, колективна)[33]
- «Херсон. Висока вода» (2024, Київ, Національний музей історії України у Другій світовій війні)[34]
- «Crimes without punishment. Thirty years of war crimes by the Russian state» (2024, Байо, Нормандія, Франція, колективна)[35]

## Автор книг
- «Temps present de la Russie», 1988 (Франція), 1989 (США)[16]
- «Мандрівка или Путешествие фейсбучного червя по Украине» («Мандрівка, або Подорож фейсбучного хробака по Україні»), 2014, Україна, Росія, про поїздку через всю країну напередодні війни[36][37].

## Нагороди та відзнаки
- Премія World Press Photo Golden Eye Award (1992, за проєкт про чорнобильску катастрофу);
- Премія Спілки журналістів Росії (2007);
- Німецька премія імені Герда Буцеріуса (Gerd Bucerius) «Вільна преса Східної Європи» (2008);
- Номінант премії імені Андрія Сахарова «За свободу думки» (2014 та 2015 рр).[32]